# Allium horvatii
Allium horvatii är en amaryllisväxtart som beskrevs av Lovric. Allium horvatii ingår i släktet lökar, och familjen amaryllisväxter. IUCN kategoriserar arten globalt som otillräckligt studerad. Inga underarter finns listade i Catalogue of Life.